# National Lampoon's Van Wilder: The Rise of Taj
National Lampoon's Van Wilder: The Rise of Taj es una película de 2006 y secuela de National Lampoon's Van Wilder protagonizada por Kal Penn. A pesar del título de la película, el actor Ryan Reynolds no regresa en su papel como Van Wilder.

## Sinopsis
Taj Mahal Badalandabad deja la Universidad Coolidge detrás por los pasillos de la Universidad de Camford en Inglaterra, donde busca continuar su educación y enseñarle a un estudiante tenso cómo sacar el máximo partido de su carrera académica.

## Elenco
- Kal Penn como Taj.
- Daniel Percival como Pip.
- Lauren Cohan como Charlotte.
- Glen Barry como Seamus.
- Anthony Cozens como Gethin.
- Tom Davey como Percy.
- Holly Davidson como Sadie.
- William de Coverly como Roger.
- Steven Rathman como Simon.
- Amy Steel y Beth Steel como Alexandra y Penelope.
- Kulvinder Ghir como Padre de Taj.
- Shobu Kapoor como Madre de Taj.
- Gabriela Modorcea como Hermana de Taj.
- Jonathan Cecil como Provost Cunningham.